# Fortsetzungssatz von Carathéodory
In der Mathematik behandelt der Satz von Carathéodory die Fortsetzbarkeit winkelerhaltender Abbildungen auf den Rand ihres Definitionsbereiches.

## Konforme Abbildungen, Riemannscher Abbildungssatz
Eine konforme Abbildung ist per Definition eine Abbildung, die Winkel erhält. Eine Abbildung {\displaystyle f\colon U\to V} zwischen zwei Teilmengen der komplexen Ebene ist genau dann konform, wenn sie holomorph oder anti-holomorph ist und die Ableitung nirgends verschwindet.

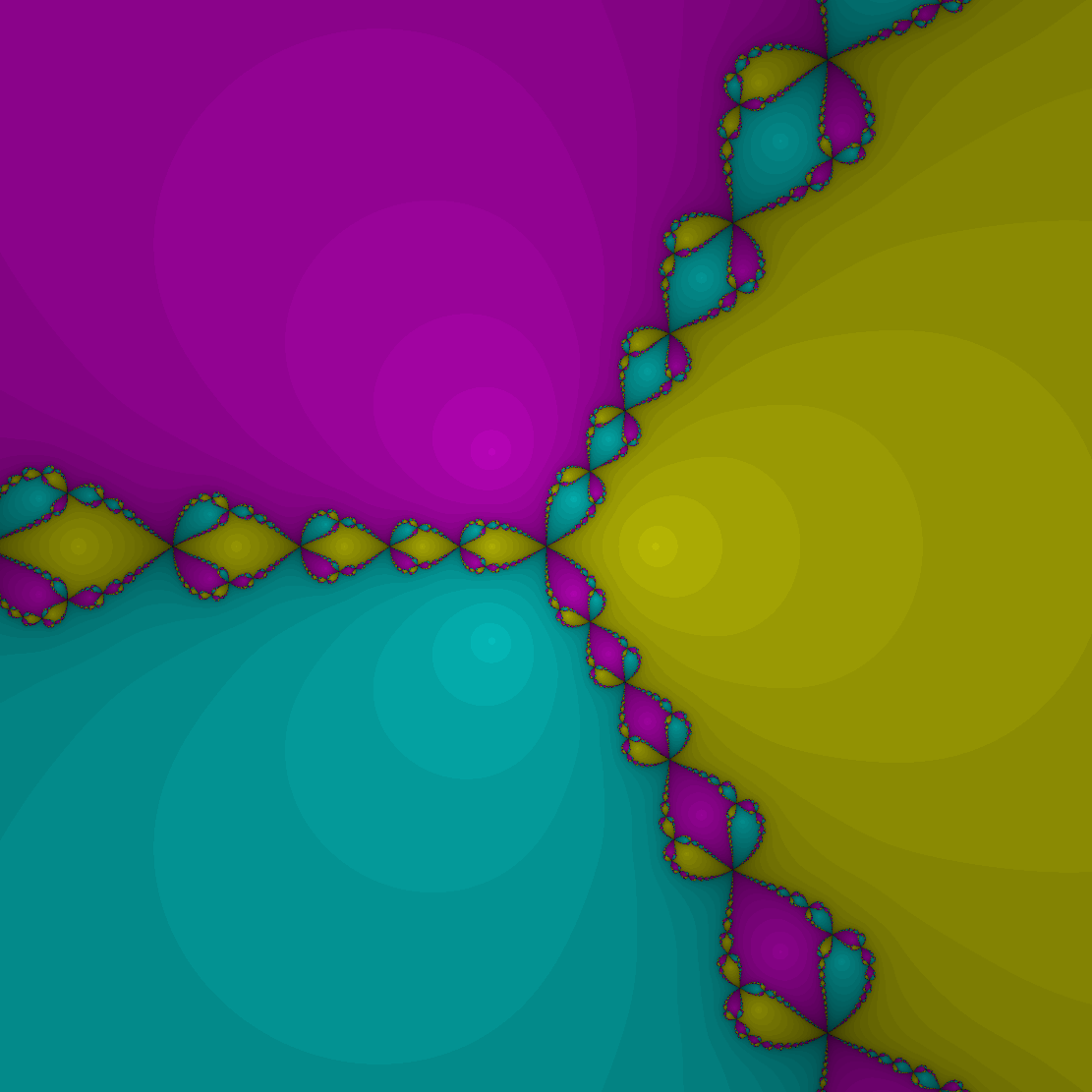
Der Rand der drei Gebiete (gelb, grün oder violett) ist keine Jordan-Kurve, siehe Seen des Wada.

Der Riemannsche Abbildungssatz besagt, dass es zu jeder einfach zusammenhängenden, offenen, echten Teilmenge {\displaystyle U\subset \mathbb {C} } einen konformen Homöomorphismus
{\displaystyle f\colon U\to D^{2}}
auf die Einheitskreisscheibe {\displaystyle D^{2}=\left\{z\in \mathbb {C} :\|z\|<1\right\}} gibt. Er wurde von Riemann 1851 formuliert, aber erst 1912 von Carathéodory bewiesen. Der Riemannsche Abbildungssatz wird unter anderem für die Geometrisierung von Flächen verwendet.
Der Riemannsche Abbildungssatz ist unter anderem deshalb bemerkenswert, weil einfach zusammenhängende, offene Teilmengen der Ebene sehr kompliziert sein können, zum Beispiel kann ihr Rand eine nirgendwo differenzierbare, fraktale Kurve unendlicher Länge oder auch überhaupt keine stetig parametrisierbare Kurve sein.
Im Allgemeinen trifft es nicht zu, dass sich die Riemann-Abbildung zu einer stetigen Abbildung
{\displaystyle \partial (U)\to S^{1}}
des Randes {\displaystyle \partial (U)} auf den Einheitskreis {\displaystyle S^{1}=\left\{z\in \mathbb {C} :\|z\|=1\right\}} fortsetzen lässt. Der Satz von Carathéodory besagt aber, dass eine solche Fortsetzung dann existiert, wenn der Rand {\displaystyle \partial (U)} eine Jordan-Kurve, also das Bild einer stetigen, injektiven Abbildung {\displaystyle S^{1}\to \mathbb {C} } ist. Dies schließt nichtdifferenzierbare, fraktale Kurven mit ein, zum Beispiel die Koch-Kurve.

## Satz von Carathéodory

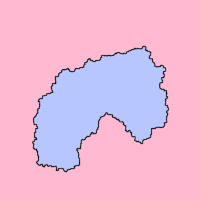
Eine von einer Jordan-Kurve berandete, einfach zusammenhängende, offene Teilmenge der Ebene.

Satz: Es sei {\displaystyle U\subset \mathbb {C} } eine einfach zusammenhängende, offene Teilmenge der komplexen Ebene, deren Rand {\displaystyle \Gamma :=\partial (U)} eine Jordan-Kurve ist. Dann lässt sich jede konforme Abbildung
{\displaystyle f\colon U\to D^{2}}
stetig zu einem Homöomorphismus des Abschlusses {\displaystyle cl(U)=U\cup \partial (U)}
{\displaystyle {\overline {f}}\colon cl(U)\to {\overline {D}}^{2}}
auf die abgeschlossene Kreisscheibe {\displaystyle {\overline {D}}^{2}=\left\{z\in \mathbb {C} :\|z\|\leq 1\right\}} fortsetzen. Insbesondere ist {\displaystyle {\overline {f}}\mid _{\Gamma }} ein Homöomorphismus
{\displaystyle {\overline {f}}\mid _{\Gamma }\colon \Gamma \to S^{1}}.
Folgerung: Jede konforme Abbildung {\displaystyle f\colon U_{1}\to U_{2}} zwischen zwei von Jordan-Kurven {\displaystyle \Gamma _{1},\Gamma _{2}} berandeten einfach zusammenhängenden, offenen Teilmengen der Ebene lässt sich zu einem Homöomorphismus {\displaystyle \Gamma _{1}\to \Gamma _{2}} fortsetzen.

## Umkehrung
Die folgenden Aussagen sind äquivalent für ein beschränktes, einfach zusammenhängendes Gebiet {\displaystyle U\subset \mathbb {C} }:
- Jede konforme Abbildung {\displaystyle f\colon U\to D^{2}} lässt sich zu einem Homöomorphismus {\displaystyle {\overline {f}}\colon cl(U)\to {\overline {D}}^{2}} fortsetzen.
- Der Rand von {\displaystyle U} ist eine Jordan-Kurve.
- Jeder Randpunkt {\displaystyle b\in \partial (U)} ist einfach, d. h. zu jeder Folge {\displaystyle b_{n}\in U,\lim _{n\to \infty }b_{n}=b} gibt es eine Kurve {\displaystyle \gamma \colon \left[0,1\right]\to cl(U)} mit {\displaystyle \gamma (1)=b,\gamma (\left[0,1\right))\in U}, deren Bild alle {\displaystyle b_{n},n\in N} enthält.

Aus der Äquivalenz folgt: der Rand eines beschränkten, konvexen Gebietes {\displaystyle U\subset \mathbb {C} } ist eine Jordan-Kurve.

## Höherdimensionale Verallgemeinerungen
Die stetige Fortsetzbarkeit von Abbildungen auf den Rand einer offenen Menge ist ein weitverzweigtes Forschungsthema der Mathematik, siehe zum Beispiel Satz von Korevaar-Schoen oder Cannon-Thurston-Theorie.